# Titanoeca turkmenia
Espèce
Titanoeca turkmenia est une espèce d'araignées aranéomorphes de la famille des Titanoecidae.

## Distribution
Cette espèce se rencontre en Albanie, en Grèce, en Bulgarie, en Russie, en Iran, au Turkménistan et au Kazakhstan.

## Description
Les mâles mesurent de 4,5 à 4,7 mm.

## Étymologie
Son nom d'espèce lui a été donné en référence au lieu de sa découverte, la Turkménie.

## Publication originale
- Wunderlich, 1995 : Revision der Titanoeca tristis-Gruppe, mit zwei Neubeschreibungen aus der westlichen Paläarktis (Arachnida: Araneae: Titanoecidae). Beiträge zur Araneologie, vol. 4, p. 731-738.